# Veliko Blaško
Veliko Blaško (szerbül: Велико Блашко), település Bosznia-Hercegovinában, Laktaši községben, Bosanska krajina területén, a Szerb Köztársaságban. 

## Fekvése
Bosznia-Hercegovina északi részén, Banja Lukától légvonalban 13, közúton 19 km-re, községközpontjától légvonalban 4, közúton 6 km-re délre, 130-260 méteres magasságban, az Orbász és a Turjanica folyók közötti dombvidéken fekszik. 

## Népessége
| Nemzetiségi csoport | Népesség 1991 | Népesség 2013 |
| ------------------- | ------------- | ------------- |
| Szerb               | 915           | 1393          |
| Bosnyák             | 0             | 2             |
| Horvát              | 2             | 9             |
| Jugoszláv           | 26            | 1             |
| Egyéb               | 5             | 25            |
| Összesen            | 948           | 1430          |

## Története
A település 1878-ig tartozott az Oszmán Birodalomhoz, ekkor a berlini kongresszus határozata alapján az Osztrák-Magyar Monarchia része lett. 1879-ben az első osztrák-magyar népszámlálás során a Prnjavori járáshoz tartozó Blaško településnek 30 háztartása és 221 ortodox lakosa volt.  1910-ben a Banja Luka-i járáshoz tartozó településen 57 háztartást, 384 ortodox, 22 muszlim és 2 római katolikus lakost találtak. A monarchia szétesésével 1918-ban előbb a Szerb-Horvát-Szlovén Királyság, majd 1929-től a Jugoszláv Királyság része. 1921-ben a községnek 71 háztartása és 433 lakosa volt. Az 1929-es törvény értelmében, amikor Bosznia-Hercegovinát négy banovinára, Drinskára, Vrbaskára, Zetskára és Primorskára osztották, a település a Vrbaska banovina része lett, amelynek székhelye Banja Luka volt. Jugoszlávia megszállása után a Független Horvát Állam (NDH) része lett. A második világháború után a szocialista Jugoszláviához tartozott. A daytoni békeszerződést követő területfelosztásnál Laktaši község részeként a Szerb Köztársaság területéhez került.